# Paracribricellina cribraria
Paracribricellina cribraria är en mossdjursart som först beskrevs av George Busk 1852.  Paracribricellina cribraria ingår i släktet Paracribricellina och familjen Catenicellidae. Inga underarter finns listade i Catalogue of Life.